# آواگ زاکاریان
آواگ زاکاریان (ارمنی: Ավագ Զաքարյան؛ زاده نامعلوم – درگذشته ۱۲۵۰) نجیب‌زاده ارمنی‌تبار اهل پادشاهی متحد گرجستان در طی سده ۱۳ میلادی بود.

## زندگی‌نامه
تاریخ تولد وی نامعلوم است. وی پسر ایوانس یکم و برادر تامتا مگارگاردزلی بود. وی در ۱۲۵۰ میلادی درگذشت و در صومعه هاقپات به خاک سپرده شد.